# Matéria

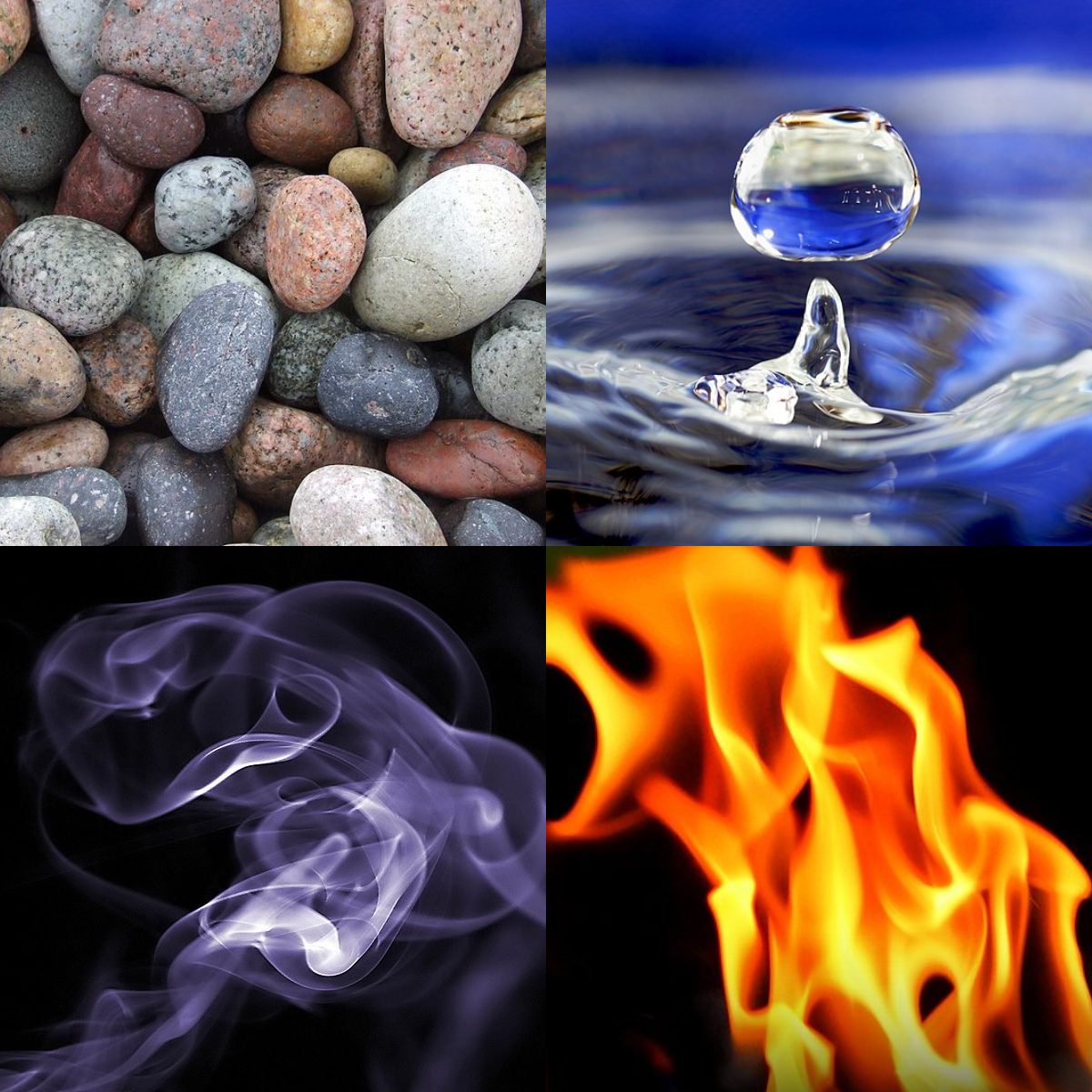
4 fases da matéria: sólido, liquido, gasoso e plasma.

Matéria é tudo que ocupa espaço e possui massa de repouso (ou massa invariante). É um termo geral para a substância na qual todos os objetos físicos consistem. Tipicamente, a matéria inclui átomos e outras partículas que possuem massa. A massa é dita por alguns como sendo a quantidade de matéria em um objeto e volume é a quantidade de espaço ocupado por um objeto, mas esta definição confunde massa com matéria, que não são a mesma coisa. Diferentes campos usam o termo de maneiras diferentes e algumas vezes incompatíveis; não há um único significado científico que seja consenso para a palavra "matéria", apesar do termo "massa" ser bem definido.
Contrariamente à visão anterior que igualava massa e matéria, uma das principais dificuldades em definir matéria consiste em decidir quais formas de energia (todas as quais possuem massa) não são matéria. Em geral, partículas sem massa como fótons e glúons não são considerados formas de matéria, apesar de que quando estas partículas estão aprisionadas em sistemas em repouso, elas contribuem com energia e massa para eles. Por exemplo, quase 99% de toda a massa da matéria atômica comum consiste da massa associada com a energia contribuída pelos glúons e a energia cinética dos quarks que fazem os núcleons. Vendo desta forma, a maior parte da "matéria" ordinária consiste de massa que não é contribuída por partículas de matéria.
Em grande parte da história das ciências naturais as pessoas contemplaram a natureza exata da matéria. A ideia de que a matéria era feita de blocos de construção discretos, a assim chamada teoria particulada da matéria, foi proposta primeiro pelos filósofos gregos Leucipo (c. 490 a.C.) e Demócrito (c. 470-380 a.C.). Com o passar do tempo foi descoberta uma estrutura cada vez mais fina para a matéria: objetos são feitos de moléculas, moléculas consistem-se de átomos, que por sua vez consistem-se de partículas subatômicas como os prótons e elétrons. Normalmente a matéria existe em quatro estados (ou fases): sólido, líquido, gás e plasma. Entretanto, avanços nas técnicas experimentais descobriram outras fases, que antes eram apenas teóricas, como o Condensado Bose-Einstein e o Condensado fermiônico. Um foco na visão da matéria partícula-elementar também leva a novas fases da matéria, como o plasma de quarks-glúons.
Na física e química, a matéria exibe propriedades tanto de onda quanto partícula, a assim chamada Dualidade onda-partícula. Na cosmologia, extensões da expressão matéria são usadas para incluir a matéria escura e a energia escura, conceitos introduzidos para explicar alguns fenômenos estranhos do Universo observável, como a curva de rotação galáctica. Estas formas exóticas de "matéria" não referem-se à matéria como "blocos de construção", mas a formas atualmente mal compreendidas de massa e energia.

## Definições
A expressão "matéria" é usada em física em uma variedade desconcertante de contextos: por exemplo, há quem se refira a "física da matéria condensada", "matéria elementar", matéria "partônica", "matéria escura", "antimatéria", "matéria estranha" e "matéria nuclear". Em discussões sobre matéria e antimatéria, a matéria normal tem sido referida por Alfvén como koinomatéria. É razoável dizer que na física não há um consenso para uma definição geral de matéria, e o termo "matéria" é normalmente usado em conjunto com um modificador que especifica do que se está falando.

### Definições comuns

A Molécula de DNA é um exemplo de matéria sob a definição "átomos e moléculas".

A definição comum de matéria é tudo que tenha massa e volume (ocupa espaço). Por exemplo, diz-se que um carro é feito de matéria, já que ele ocupa espaço, e tem massa.
A observação de que a matéria ocupa espaço vem da antiguidade. Entretanto, uma explicação para o porquê da matéria ocupar espaço é recente, e o argumento é que se trata de um resultado do princípio de exclusão de Pauli. Dois exemplos particulares onde o princípio de exclusão claramente relaciona a matéria com a ocupação de espaço são as estrelas anãs e as estrelas de nêutrons, discutidas mais adiante.

### Relatividade
No contexto da teoria da relatividade, a massa não é uma quantidade aditiva. Assim, na relatividade uma visão mais geral é usada que não é massa, mas o tensor de energia-momento que quantifica a quantidade de matéria. A matéria portanto é qualquer coisa que contribui para o momento-energia de um sistema, ou seja, qualquer coisa que não seja puramente gravidade. Esta visão é normalmente usada em campos que lidam com a relatividade geral, como a cosmologia.

### Definições de átomos e moléculas
Uma definição de "matéria" que é baseada em sua estrutura física e química é: matéria é feita de átomos e moléculas. como exemplo, as moléculas de ácido desoxirribonucleico (DNA) são matéria usando esta definição por que são feitas de átomos. Esta definição pode ser estendida para incluir átomos com carga e moléculas com carga, desta forma incluindo plasmas (gases de íons) e eletrólitos (soluções iônicas), que obviamente não estão incluídas na definição de átomos e moléculas. Alternativamente, a definição de prótons, nêutrons e elétrons pode ser adotada.

### Definição de prótons, nêutrons e elétrons
Uma definição de "matéria" em uma escala menor que os átomos e moléculas pode ser dista assim: a matéria é feita do que os átomos e moléculas são feitos, significando qualquer coisa feita de prótons com carga positiva, nêutrons com carga neutra, e elétrons com carga negativa. Esta definição vai além da definição de átomos e moléculas, mas não inclui substâncias feitas destes blocos de construção que não são simples átomos ou moléculas, por exemplo a matéria de anãs brancas - tipicamente núcleos de carbono e oxigênio em um oceano de elétrons degenerados. Em uma escala microscópica, as "partículas" constituintes da matéria como prótons, nêutrons e elétrons obedecem as leis da mecânica quântica, e exibem uma dualidade onda-partícula. Em um nível mais profundo, os prótons e nêutrons são feitos de quarks e campos de força (glúons) que unem eles (veja definição de quarks e léptons abaixo).

## História do conceito

### Origens
Os pré-socráticos estavam entre os primeiros de que se tem registro a especular sobre a natureza do mundo visível. Tales (c. 624 a.C.-c. 546 a.C.) acreditava que a água era o material fundamental do mundo. Para Anaximandro (c. 610 a.C.-c. 546 a.C.), o material básico era um todo sem características ou limites: o infinito (Apeiron). Anaxímenes de Mileto (ensinou a partir de 585 a.C., faleceu em 528 a.C.) postulava que o material básico era o pneuma ou ar. Heráclito (c. 535 a.C.-c. 475 a.C.) parece ter dito que o elemento básico era o fogo, apesar de que talvez ele quisesse com isto dar a entender que tudo estava em mudança. Empédocles (c. 490-430 a.C.) falou dos quatro elementos dos quais tudo era feito: terra, água, ar e fogo. Enquanto isto, Parmênides argumentava que as mudanças não existiam, e Demócrito alegava que tudo era composto de corpos minúsculos e inertes de todas as formas chamados de átomos, uma filosofia chamada atomismo. Todas estas noções possuem sérios problemas filosóficos.
Aristóteles (384 a.C. - 322 a.C.) foi o primeiro a criar um conceito com uma base filosófica sólida, que ele fez em sua filosofia natural, especialmente em Física, livro I. Ele adotou como suposição razoável os quatro elementos de Empédocles, mas acrescentou um quinto, o éter. Entretanto, estes elementos não são básicos na ideia de Aristóteles. Ao invés disso eles, como tudo no mundo visível, são compostos dos princípios básicos matéria e forma.
A palavra que Aristóteles usa para matéria, ὑλη (hyle ou hule), pode ser literalmente traduzida para madeira, ou seja, "matéria prima" para construção. De fato, a concepção de Aristóteles de matéria está intrinsecamente ligado a algo sendo feito ou composto. Em outras palavras, em contraste com a concepção moderna da matéria como simplesmente ocupando espaço, a matéria de Aristóteles é ligada por definição a processo ou mudança: a matéria é o que sofre uma mudança de substância.
Por exemplo, um cavalo come grama: o cavalo muda a grama para si; a grama como tal não persiste no cavalo, mas algum aspecto dela - sua matéria - persiste. A matéria não é especificamente descrita (por exemplo, como átomos), mas consiste de qualquer coisa que persista na mudança da substância de grama para cavalo. A matéria, nesta forma de compreender, não existe de forma independente (isto é, como uma substância), mas existe interdependente (isto é, como um "princípio") com forma e somente na medida em que sofre mudanças. Pode ser útil conceber o relacionamento de matéria e forma como muito similar ao relacionamento entre as partes e o todo. Para Aristóteles, a matéria como tal só pode receber realidade da forma; ela não possui atividade ou realidade por si, semelhante à maneira que as partes como tal só tem sua existência dentro de um todo (de outra forma elas seriam todos independentes).

### Início da Modernidade
René Descartes (1596-1650) originou o conceito moderno de matéria. Ele era um geômetra, primariamente. Ao invés de fazer como Aristóteles, e deduzir a existência da matéria da realidade física da mudança, Descartes arbitrariamente postulou que a matéria era uma substância matemática, abstrata, que ocupa espaço:
Para Descartes, a matéria só possuía a propriedade da extensão, então sua única atividade além da locomoção é excluir outros corpos: esta é a filosofia mecanicista. Descartes criou uma distinção absoluta entrementes, que ele definiu como uma substância sem extensão, pensante, e matéria, que ele definiu como uma substância não-pensante, estendida. Elas eram coisas independentes. Em contraste, Aristóteles definiu a matéria e ao princípio formal/de formação como princípios complementares que juntos compõe a substância de algo independente. Em resumo, Aristóteles definiu a matéria (de forma simples) como do que as coisas são feitas (com um potencial para existência independentes), mas Descartes eleva a matéria para uma coisa independente em si.
A continuidade e diferença entre as concepções de Descartes e Aristóteles é digna de nota. Em ambas concepções, a matéria é passiva ou inerte. Nas respectivas concepções a matéria tem diferentes relacionamentos com a inteligência. Para Aristóteles, a matéria e a inteligência (forma) existem juntos em um relacionamento independente, enquanto para Descartes, matéria e inteligência (mente) são definitivamente substâncias opostas, independentes.
A justificativa de Descartes para restringir as qualidades inerentes da matéria à extensão é sua permanência, mas seu critério real é não é a permanência (que podem ser aplicados também à cor e resistência), mas seu desejo de usar a geometria para explicar todas as propriedades materiais. Da mesma forma que Descartes, Hobbes, Boyle, e Locke argumentaram que as propriedades inerentes dos corpos eram limitadas à extensão, e as assim chamadas qualidades secundárias, como cor, eram apenas produtos da percepção humana.
Isaac Newton (1643-1727) herdou o conceito mecanicista de matéria de Descartes. Na terceira de suas "Rules of Reasoning in Philosophy" ("Regras de Raciocínio em Filosofia"), Newton lista as qualidades universal das matérias como "extensão, dureza, impenetrabilidade, mobilidade, e inércia". De forma similar, em Óptica ele conjetura que Deus criou a matéria como "partículas sólidas, massivas, duras, impenetráveis, móveis", que eram "tão duras que nunca se gastam ou quebram em pedaços". As propriedades "primárias" da matéria eram passíveis de descrição matemática, diferente das qualidades "secundárias", como cor ou sabor. Da mesma forma que Descartes, Newton rejeitou a natureza essencial das qualidades secundárias.
Newton desenvolveu a noção de Descartes da matéria ao atribuir à matéria propriedades intrínsecas além da extensão (pelo menos de forma limitada), como a massa. O uso de Newton da força gravitacional, que agia "à uma distância" efetivamente repudiava a mecânica de Descartes, nas quais as interações acontecem exclusivamente por contato.
Apesar da gravidade de Newton parecer um poder dos corpos, o próprio Newton não a admitia  como sendo uma propriedade essencial da matéria. Avançando a lógica de forma mais consistente, Joseph Priestley alegou que as propriedades corpóreas transcendem contatos mecânicos: as propriedades químicas exigem a capacidade de atração. Ele argumentou que a matéria tem outros poderes inerentes além das assim chamadas qualidades primárias de Descartes, e assim por diante.

Desde os tempos de Priestley, aconteceu uma expansão maciça no conhecimento dos constituintes do mundo material (moléculas, átomos, partículas subatômicas), mas não houve avanço na definição de matéria. Em vez disso, a questão tem sido posta de lado. Noam Chomsky resume a situação que prevaleceu desde aquela época: 
Então a matéria é o que quer que a física estude e o objeto de estudo da física é a matéria: não há uma definição geral independente da matéria, à parte de sua adequação à metodologia de medição e experimentação controlada. Em resumo, os limites entre o que constitui matéria e tudo o mais continua tão vago quanto o problema da demarcação de delimitar a ciência de tudo o mais.

### Fim do século XIX e início do século XX
No século XIX, seguindo o desenvolvimento da tabela periódica, e a teoria atômica, os átomos eram vistos como os constituintes fundamentais da matéria. Os átomos formavam moléculas e compostos.
A definição comum em termos de ocupar espaço e ter massa estavam em contraste com a maioria das definições físicas e químicas da matéria, que se baseavam nas estruturas e atributos não necessariamente relacionados a volume e massa. No final do século XIX, o conhecimento da matéria começou uma evolução rápida.
Alguns aspectos da visão newtoniana ainda persistiam. James Clerk Maxwell discutiu a matéria em seu trabalho Mater and Motion (Matéria e Movimento). Ele cuidadosamente separou "matéria" de espaço e tempo, e define a mesma em termos do objeto referido na primeira lei de Newton.
Entretanto, a imagem Newtoniana não era a história toda. No século XIX, a expressão "matéria" foi discutida ativamente por cientistas e filósofos, e um breve sumário pode ser encontrado em Levere. Uma discussão de 1870 sugere que a matéria é feita de átomos:
Três divisões da matéria são reconhecidas na ciência: massas, moléculas e átomos; 
Uma Massa de matéria é qualquer porção de matéria apreciável pelos sentidos; 
Uma Molécula é a menor partícula de matéria em que um corpo pode ser dividido sem perder sua identidade; 
Um Átomo é uma partícula ainda menor produzida pela divisão de uma molécula. 
Em vez de apenas ter atributos de massa e ocupar espaço, a matéria também recebia propriedades químicas e elétricas. O físico famoso J. J. Thomson escreveu sobre a "constituição da matéria" estava interessado em uma possível conexão entre matéria e carga elétrica.

### Acontecimentos recentes
Há uma literatura imensa acerca da "estrutura da matéria", indo da "estrutura elétrica" no início do século XX, a mais recente "estrutura de quarks da matéria", introduzida hoje com a observação: A compreensão da estrutura de quarks da matéria é um dos mais importantes avanços na física contemporânea. Nesta conexão, os físicos falam de campos de matéria, e falam de partículas como "excitações quânticas de um modo do campo da matéria". E aqui está uma frase de Sabbata e Gasperini: "Com a palavra "matéria" nós denotamos, neste contexto, a fonte das interações, que são campos spinor (como quarks e léptons), que se acredita serem os componentes fundamentais da matéria, ou campos escalares, como a bóson de Higgs, que são usadas para introduzir a massa em uma teoria de gauge (e que, entretanto, pode ser composta de campos férmion mais fundamentais)."
A concepção moderna de matéria foi refinada várias vezes na história, à luz do incremento no conhecimento do quê são os blocos básicos, e como eles interagem.
No final do século XIX com a descoberta do elétron, e no início do século XX, com a descoberta do núcleo atômico, e o nascimento da física de partículas, a matéria passou a ser vista como feita de elétrons, prótons e nêutrons interagindo para formar átomos. Hoje, sabemos que mesmo os prótons e nêutrons não são indivisíveis, e podem ser divididos em quarks, enquanto os elétrons são parte de uma família chamada léptons. Ambos os quarks e léptons são partícula elementares, e estão sendo atualmente vistas como constituintes fundamentais da matéria.
Estes quarks e léptons interagem através de quatro forças fundamentais: gravidade, eletromagnetismo, interação fraca, e interação forte. O Modelo Padrão de física de partículas é a melhor explicação atualmente para toda a física, mas apesar de décadas de trabalho, a gravidade ainda não pode ser explicada no nível quântico; ela só é descrita pela física clássica (veja gravidade quântica e gráviton). As interações entre quarks e léptons são o resultado de uma troca de partículas portadoras de força (como os fótons) entre os quarks e léptons. As partículas portadoras de força não são elas mesmas blocos de construção. Como consequência, massa e energia (que não podem ser criada ou destruída) não podem sempre relacionadas com a matéria (que pode ser criada de partículas não-materiais como fótons, ou mesmo de energia pura, como a energia cinética). Portadores de força normalmente não são considerados matéria: Os portadores da força elétrica (fótons) possuem energia (veja a relação de Planck) e os portadores da força fraca (bósons W e Z) são maciços, mas nenhum deles é considerado matéria. Entretanto, enquanto estas partículas não são considerados matérias, eles contribuem com a massa total dos átomos, partículas subatômicas e todos os sistemas que os contém.
O Universo é 70% é energia escura, e 25% é matéria escura, deixando apenas 5% de matéria normal. Mas até recentemente, os astrônomos só podiam realmente responder por cerca de 60% dessa matéria normal (hidrogênio, hélio e elementos mais pesados) - quase metade da matéria normal estava faltando. Uma pesquisa fixou a terceira parte ausente, encontrando-a no espaço entre as galáxias. Essa matéria perdida existe como filamentos de gás oxigênio a temperaturas de cerca de 1 milhão de graus Celsius. Uma simulação prevê que esse material perdido esteja escondido dentro de nuvens de gás, chamadas de Meio Intergalático Morno-Quente.

## Propriedades da matéria
Inércia: É a tendência do corpo de manter-se em repouso ou em movimento, se não existirem forças atuando sobre ele.
Massa: É a propriedade relacionada com a quantidade de matéria existentes em um corpo. Essa definição é simplificada. Em Física,veremos que massa de um corpo está relacionada à medida de sua inércia: quanto maior a massa de um corpo, maior a sua inércia.
Extensão: É a propriedade da matéria de ocupar um lugar no espaço, que é medido pelo seu volume.
Impenetrabilidade: Dois corpos não podem ocupar um mesmo lugar no espaço ao mesmo tempo.
Divisibilidade: Toda matéria pode ser dividida em partes cada vez menores, até certo limite.
Compressibilidade e Elasticidade (expansibilidade): A propriedade da matéria de ser comprimida, isto é, ter seu volume reduzido pela ação de uma força, é chamada compressibilidade. Quando a força que provocou a compressão deixa de ser aplicada, a matéria volta ao seu volume inicial graças à propriedade chamada elasticidade. A compressibilidade e a elasticidade geralmente são imperceptíveis em corpos nos estados sólido e líquido.
Descontinuidade: Toda matéria é descontínua, por mais compacta que pareça, devido à existência de espaços vazios entre as menores partículas que caracterizam a matéria.